# Wakashū
Wakashū (若衆, littéralement « jeune personne », bien que le mot ne soit jamais utilisé pour les filles) est un terme historique japonais désignant un garçon adolescent, plus précisément, entre l'âge (de 5 à 10 ans) où sa tête doit être partiellement rasée (maegami), au moment où il quitte l'enfance et peut commencer des études, un apprentissage ou un emploi hors du domicile, jusqu'à sa cérémonie de la majorité (genpuku), du milieu de l'adolescence jusqu'à l'âge de 20 ans, ce qui marque la transition vers l'âge adulte,. Durant cette période, le wakashū arbore un style de coiffure distinctif, avec une petite partie de son crâne rasée et des cheveux au-dessus du front et sur les côtés, et porte généralement un kimono avec des manches ouvertes. Après sa cérémonie de la majorité, le sommet de son crâne doit être rasé, ce qui lui donne un style adulte (chonmage), et il doit porter le kimono pour adulte avec des manches arrondies. Bien que les personnes soient clairement réparties entre les trois catégories, enfant, wakashū ou adulte, les âges délimitant la période de wakashū étaient relativement flexibles, ce qui donnait aux familles et aux employeurs le temps d'accepter le développement du garçon.

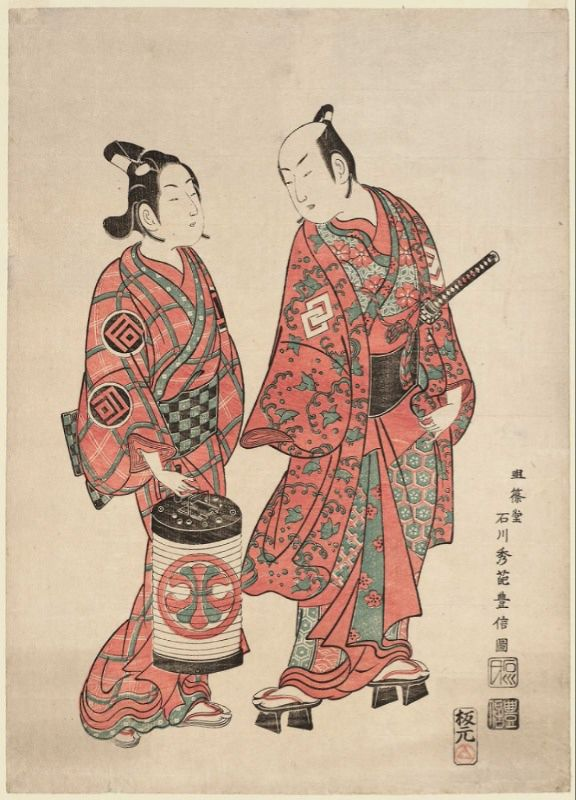
Estampe d'Ishikawa Toyonobu représentant un wakashū (à gauche) et un homme adulte (à droite). Notez la différence de style de coiffure.

Durant l'ère Meiji (1868-1912), le mot devenu obsolète est remplacé par les nouveaux termes shōnen, ou bishōnen (« beau garçon »).
Dans le théâtre kabuki, le terme wakashū (ou wakashū-gata) fait référence aux acteurs spécialisés dans les rôles d'adolescent (et ils étaient généralement des wakashū eux-mêmes). Wakashū désigne également un onnagata (« rôle de femme », des hommes jouant des personnages féminins).

## Source de la traduction
- (en) Cet article est partiellement ou en totalité issu de l’article de Wikipédia en anglais intitulé « Wakashū » (voir la liste des auteurs).